# Huhí
Huhí (se pronuncia Jují), es una localidad del estado de Yucatán, México, cabecera del municipio homónimo, ubicada aproximadamente 65 kilómetros al sureste de la ciudad de Mérida, capital del estado y 25 km al noroeste de a ciudad de Sotuta.

## Toponimia
El toponímico Huhí significa en idioma maya iguanos, por derivarse del vocablo Huh, iguano, o Huhil, en plural, iguanos.

## Datos históricos
Huhí está enclavado en el territorio que fue la jurisdicción de  Sotuta antes de la conquista de Yucatán.
Sobre la fundación de la localidad no se conocen datos precisos antes de la conquista de Yucatán por los españoles. Se sabe, sin embargo, que durante la colonia estuvo bajo el régimen de las encomiendas, entre las cuales la de Joaquín Cárdenas y Díaz, con 734 indios bajo su custodia.
En 1825, después de la independencia de Yucatán, Huhí formó parte del Partido de los Beneficios Bajos, con cabecera en Sotuta. 

## Sitios de interés turístico
En la localidad de Huhí se encuentra un templo católico en el que se venera a San Pedro, construido en el siglo XVIII. 
En el municipio se encuentra un Salón del Reino de los Testigos de Jehová. 
Hay también en las cercanías vestigios arqueológicos de la cultura maya precolombina.

## Personas Destacadas
Domingo Couoh Vázquez (Nació el 5 de noviembre de 1891). Médico y escritor. Trabajó en el Hospital de los Ferrocarrileros de la ciudad de Puebla, miembro fundador del Sindicato de Médicos y Profesionistas de Puebla y primer presidente del grupo literraio Bohemia Poblana.

## Galería

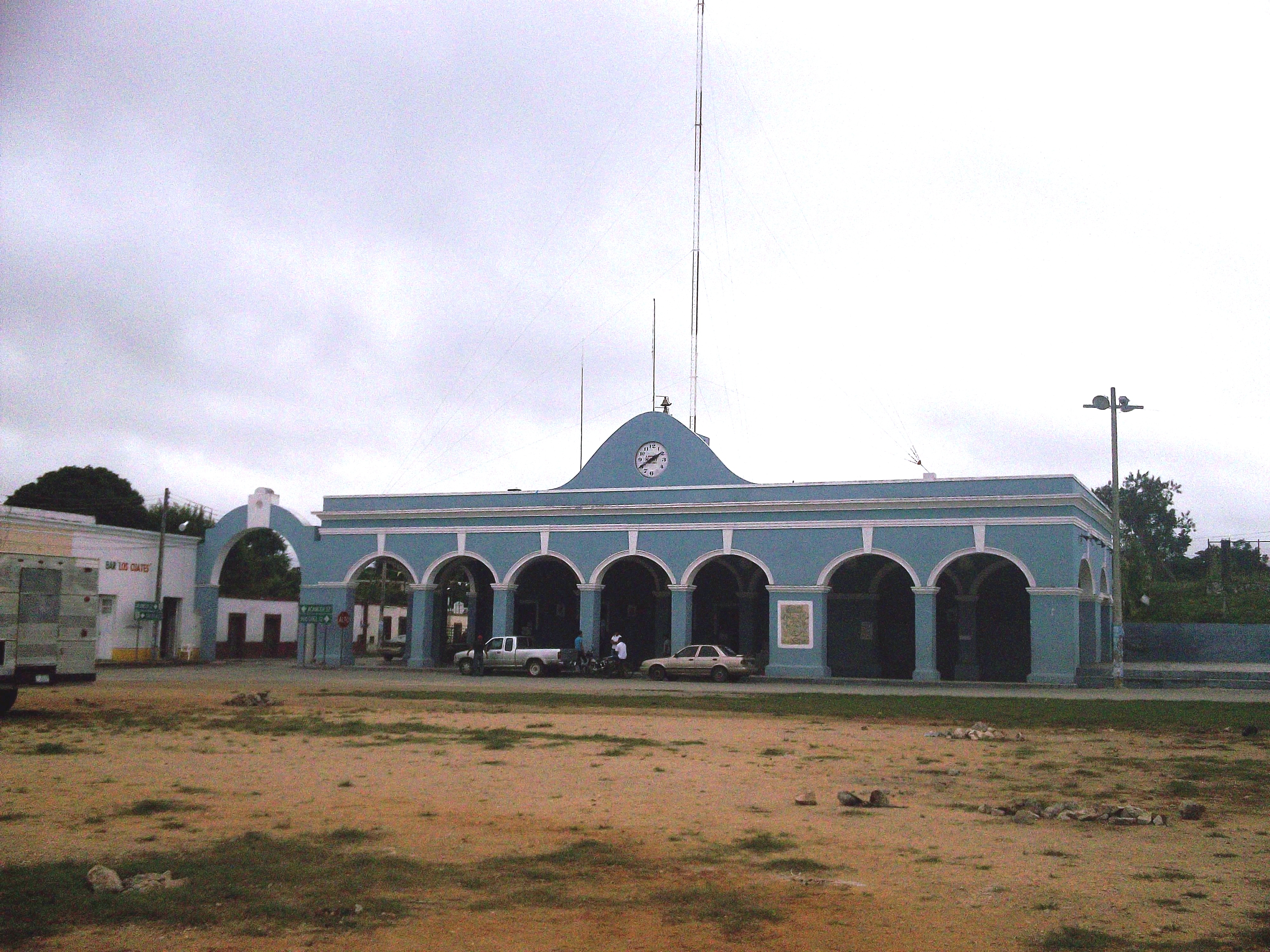
Palacio municipal.
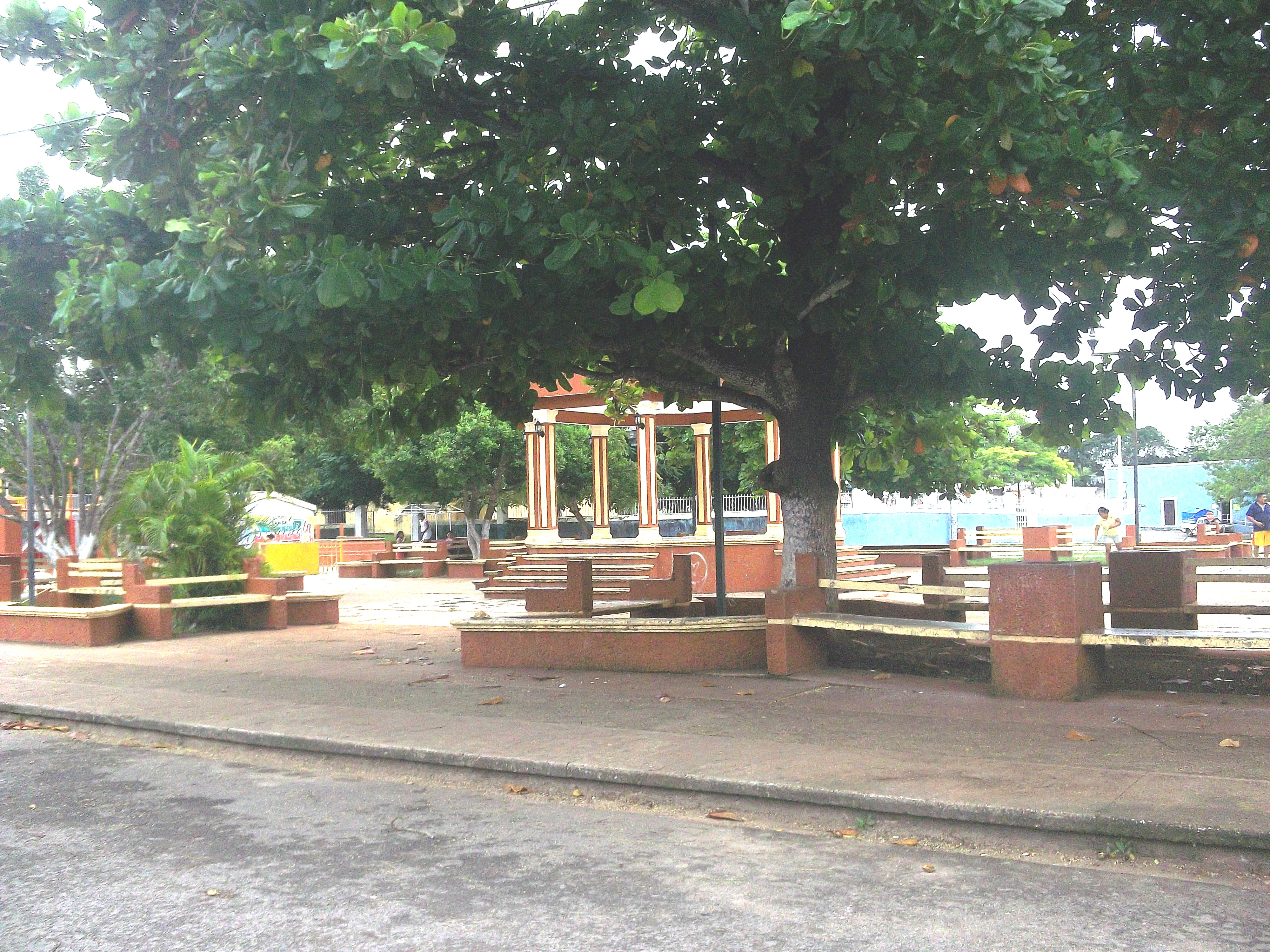
Parque principal.
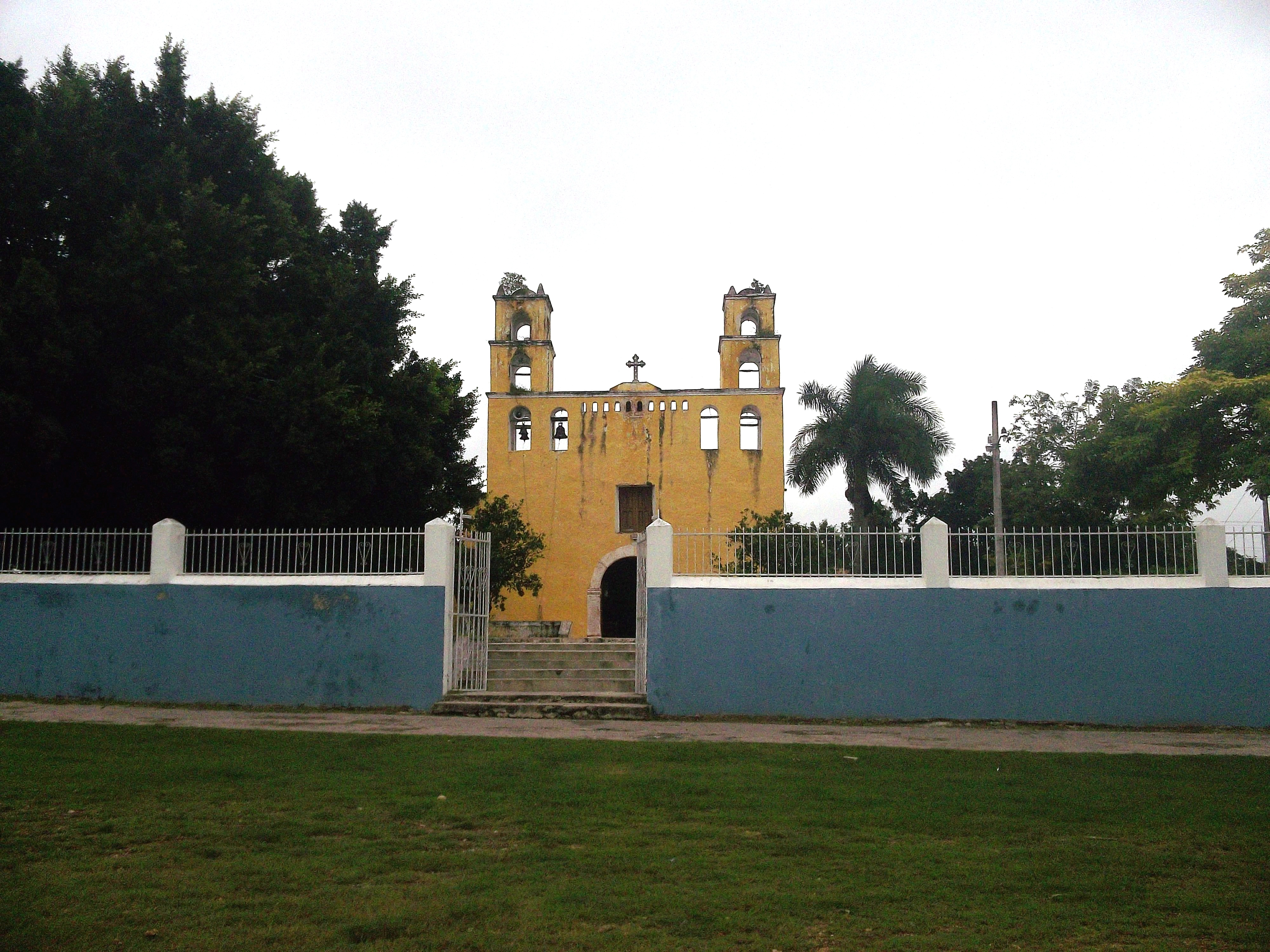
Iglesia.